# Église évangélique vaudoise du Rio de la Plata
L'Iglesia Evangélica Valdense del Río de la Plata (IEVRP : Église évangélique vaudoise du Rio de la Plata) est une église protestante issue comme l'Église évangélique vaudoise de la prédication de Pierre Valdo. Elle est présente en Argentine et en Uruguay. Elle compte près de 14 000 membres dans une trentaine de paroisses. Elle est affiliée à la Communion mondiale d'Églises réformées, à l'Aipral, au Conseil latino-américain des Églises.

## Historique
Les premières familles d'origine vaudoises s'installent en 1856 en Uruguay dans le département de Colonia, puis un certain nombre migrèrent ensuite vers l'Argentine, particulièrement dans la province de La Pampa. Dès 1860, l'Église s'organise avec l'arrivée d'un pasteur italien. En 1888, un lycée vaudois est fondé.